# Xinji
För andra betydelser, se Xinji (olika betydelser).
Xinji, tidigare känd som Sintsi, är en stad på häradsnivå i norra Kina belägen i Shijiazhuangs stad på prefekturnivå i provinsen Hebei. Ett äldre namn på staden är Shulu. Den ligger omkring 230 kilometer sydväst om huvudstaden Peking och har 0,6 miljoner invånare på en yta av 951 km².

## Demografi
| Område                         | Invånarantal 1 juli 1990 | Invånarantal 1 november 2000 |
| ------------------------------ | ------------------------ | ---------------------------- |
| Stad (de jure)                 | Ingen uppgift            | 607 087                      |
| Stad (de facto)                | 582 131                  | 623 219                      |
| Urban befolkning (de facto)    | 156 408                  | 172 870                      |
| ...varav centralort (de facto) | 134 229                  | Ingen uppgift                |